# Azerbajdžanska glazbala
Azerbajdžanska narodna glazbala (azerski:  Azərbaycan xalq çalğı alətləri, ruski: Азербайджанские народные музыкальные инструменты) glazbala su koje koriste Azeri pri izvođenju glazbe (u mugamu, narodnoj glazbi i u orkestrima). Azerbajdžanska glazbala dijele se na tri osnovne skupine: žičana glazbala, udaraljke i puhačka glazbala. Ukrašavanje glazbala također je posebna grana narodne umjetnosti.

## Povijest
Prvi poznati azerbajdžanski glazbenici su Alihan Tebrizi i Rizaddin Širvani. Alihan Tebrizi izumio je glazbalo šušter (engleski: Shashtar, Sheshtar ili Shashtay, perzijski: ششتار, ruski: Шуштер), a Rizaddin Širvani glazbalo šešhana (ruski: шешхана). Turski putopisac Evlija Čelebi izvješćuje da je Nahičevanac Murad Aga, najznamenitiji sazandar svoga vremena, preseljen u Carigrad kod osamnskoga sultana Murata III.
Godine 1931. azerbajdžanski skladatelj Uzeir Hadžibekov stvorio je orkestar azerbajdžanskih narodnih glazbala unutar Azerbajdžanskoga komiteta za radijsko emitiranje. Ideju stvaranja orkestra Uzeiru Hadžibekovu predložio je Muslim Magomajev.
U siječnju 2000. godine unutar Azerbajdžanske državne filharmonije stvoren je Azerbajdžanski državni orkestar narodnih glazbala.
- Prvi azerbajdžanski orkestar narodnih glazbala
- Prvi azerbajdžanski orkestar narodnih glazbala 1932. godine.
- Uzeir Hadžibekov s članovima orkestra azerbajdžanskih narodnih glazbala 1932. godine.

## Klasifikacija

### Žičana glazbala
Od žičanih glazbala najznačnije je saz, glazbalo ašuga. Saz je najstarije i najpopularnije azerbajdžansko žičano glazbalo. U narodnome pjesništvu saz je opisan kao „slatkozvučni“ i „zlatni“. Saz pripada tipu lutnje kordofonskih glazbala. Saz ima dugi vrat (1 – 1,5 m). Tijelo glazbala je veliko, duboko i u obliku kruške. Tijelo je izrađeno od tvrdoga drva koje s vremenom potamni i daje glazbalu karakterističnu smeđu boju. Metalne žice saza dijele se na melodične, napjevne i prateće. Broj žica najčešće iznosi od 4 do 8, no glazbalo može imati i više žica. Saz ima zvonki timbar i melodičnost, stoga služi kao pratnja u solo pjevanju. Među ašuzima popularan je dugački saz. Saz se nosi na ramenu. Umjetnost Azerbajdžanskih ašuga nalazi se na popisu svjetske nematerijalne baštine.
Tar, kao i saz, spada pod tip lutnje kordofonskih glazbala. Tar oblikom nalikuje na gitaru. Tar obično ima jedanaest žica koje su kao i kod saza dijele na tri skupine: melodične, napjevne i prateće. Tijelo je kao i kod saza, napravljeno od drva, ali za razliku od saza također je napravljeno i od bikovoga perikarda koji daje taru poseban timbar. Složena glazbena ljestvica tara omogućuje postizanje intonacijske raznolikosti. Tar je nezamjenjivo glazbalo hanenda pri izvedbi mugama. Obrt proizvodnje i sviranja tara nalazi se na popisu svjetske nematerijalne baštine.
Kemanča (azerski: kamança) gudačko je glazbalo  koje obično ima tri ili četiri, a ponekad i pet žica. Tijelo i vrat su joj okrugli. Kemanča se svira gudalom u obliku luka. Prilikom sviranja kemanča se drži na koljenima. Timbar kemanče sličan je violininom.
Među ostalima azerbajdžanskima žičanima glazbalima ističu se: gopuz, čogur, čagane, barbet, širvanski tanbur, čeng, rud, santur i kanun.
- Glazbenici s različitima žičanima glazbalima
- Ašug sa sazom
- Mešadi Džamilj Amirov s tarom
- Glazbenik koji svira na kemanči
- Glazbenik koji svira na čagani

### Udaraljke
Pod udaraljke spadaju bubnjevi, timpani i tamburini. Azerbajdžanski bubanj nagara razlikuje se od običnoga bubnja po tome što se svira rukama, a ne štapićima. Postoji nekoliko inačica nagare, poput: goltug nagare, bejuk ili kos nagare i džura ili čjure nagare. Azerbajdžanski timpani goša nagara po strukturi izgleda kao dva mala bubnjeva koji su međusobno povezani u obliku kaveza. Promjer jednoga od tih bubnjeva malo je veći od promjera drugoga bubnja, stoga bubnjevi drugačije zvuče. Tijelo ovoga glazbala dobiva se od keramike, a membrana od kože. To glazbalu daje poseban, čudan zvuk. Oba bubnja fiksirana su na fiksnoj podlozi. Svira se rukama, a ponekad štapićima. 
Daf ili Gabal sastoji se od drvenoga obruča koji je opremljen membranom bikovoga perikarda. Unutrašnjost se sastoji od prstena i zvečke. Osim gore navedenih udaraljki ističu se laggutu i darbuka.
- Glazbenici s različitima udaraljkama
- Džabbar Karjagdioglji s gabalom
- Natik Širinov s nagarom

## Puhačka glazbala
Azerbajdžanska puhačka narodna glazbala dijele se na dva tipa: flaute i oboe. Prvoj skupini pripadaju tutek i balaban. Tutek je pastirska flauta jednostavne konstrukcije, a balaban vrsta cilindrične oboe. Oba glazbala imaju dvostruki usnik od trske i jednaki broj rupa za prste. Razlika u zvuku nastaje zbog različitoga rasporeda zvučnih kanala.
U drugoj skupini azerbajdžanskih puhačkih narodnih glazbala pripada zurna (zurla ili surle) koja ima stožasti oblik kanala. To daje oštrinu zvuku glazbala. Zbog toga se balaban koristi u zatvorenome prostoru, a zurna vani na zraku. Poseban i snažan zvuk ovih glazbala čini ih omiljenima narodnima glazbalima. Saz s balabanom i udaraljkama čini ašuški ansambl, a tar s kemančom i tamburinom služi kao pratnja mugamskima pjevačima – hanendama; puhačkima i narodnima ansamblima može prisustvovati goš zurna (azerski: qoşa zurna) u pratnji balabana.
Pod azerbajdžanska puhačka narodna glazbala također se mogu ubrajati nej i tulum.

## Galerija
- Narodna glazbala izložena u Muzeju umjetnosti i povijesti grada Cognaca u Francuskoj, 5. – 7. studenoga 2012.
- Tar
- Saz
- Kemanča
- Tutek, zurna i balaban
- Kanun
- Goša-nagara
- Gabal
- Ud

## U filateliji
- Azerbajdžanska narodna glazbala: balaban, nagara, tar, saz i zurna. Poštanska marka SSSR-a, 1990.
- Tar. Poštanska marka Azerbajdžana, 2011.
- Gabal i kemanča. Poštanska marka Azerbajdžana, 2004.

- Gabal. Poštanska marka Azerbajdžana, 1997.
- Tanbura. Poštanska marka Azerbajdžana, 1997.
- Čeng. Poštanska marka Azerbajdžana, 1997.